# Cyclosorus varievenulosus
Cyclosorus varievenulosus är en kärrbräkenväxtart som först beskrevs av Ronald Louis Leo Viane och som fick sitt nu gällande namn av Jacobus Petrus Roux.
Cyclosorus varievenulosus ingår i släktet Cyclosorus och familjen Thelypteridaceae. Inga underarter finns listade i Catalogue of Life.